# Hull City Association Football Club 2016-2017
Questa voce raccoglie le informazioni riguardanti l'Hull City Association Football Club nelle competizioni ufficiali della stagione 2016-2017.

## Rosa
| N. |                         | Ruolo | Calciatore        |
| -- | ----------------------- | ----- | ----------------- |
| 2  | Inghilterra (bandiera)  | D     | Moses Odubajo     |
| 3  | Scozia (bandiera)       | D     | Andrew Robertson  |
| 5  | Inghilterra (bandiera)  | D     | Harry Maguire     |
| 6  | Inghilterra (bandiera)  | D     | Curtis Davies     |
| 7  | Irlanda (bandiera)      | C     | David Meyler      |
| 8  | Inghilterra (bandiera)  | C     | Tom Huddlestone   |
| 9  | Uruguay (bandiera)      | A     | Abel Hernández    |
| 10 | Senegal (bandiera)      | C     | Alfred N'Diaye    |
| 11 | Inghilterra (bandiera)  | C     | Sam Clucas        |
| 13 | Italia (bandiera)       | D     | Andrea Ranocchia  |
| 14 | Norvegia (bandiera)     | D     | Omar Elabdellaoui |
| 15 | Scozia (bandiera)       | C     | Shaun Maloney     |
| 16 | Svizzera (bandiera)     | P     | Eldin Jakupović   |
| 17 | Polonia (bandiera)      | A     | Kamil Grosicki    |
| 18 | RD del Congo (bandiera) | A     | Dieumerci Mbokani |

| N. |                        | Ruolo | Calciatore                |
| -- | ---------------------- | ----- | ------------------------- |
| 19 | Inghilterra (bandiera) | A     | Will Keane                |
| 20 | Norvegia (bandiera)    | A     | Adama Diomandé            |
| 21 | Inghilterra (bandiera) | D     | Michael Dawson (capitano) |
| 22 | Norvegia (bandiera)    | A     | Markus Henriksen          |
| 23 | Scozia (bandiera)      | P     | David Marshall            |
| 24 | Senegal (bandiera)     | A     | Oumar Niasse              |
| 25 | Inghilterra (bandiera) | C     | Ryan Mason                |
| 27 | Egitto (bandiera)      | C     | Ahmed Al-Muhammadi        |
| 28 | Inghilterra (bandiera) | D     | Josh Tymon                |
| 29 | Inghilterra (bandiera) | A     | Jarrod Bowen              |
| 31 | Irlanda (bandiera)     | D     | Brian Lenihan             |
| 32 | Inghilterra (bandiera) | A     | Greg Luer                 |
| 34 | Inghilterra (bandiera) | C     | Ellis Barkworth           |
| 40 | Brasile (bandiera)     | C     | Evandro                   |
| 50 | Serbia (bandiera)      | C     | Lazar Marković            |